# Methioeme brevipennis
Methioeme brevipennis là một loài bọ cánh cứng trong họ Cerambycidae.